# Cabinet Rhodri Morgan III
Pour les articles homonymes, voir Gouvernement Morgan.
4e exécutif dévolu du pays de Galles
Morgan II Morgan I 
 (gouvernement)
Le troisième cabinet de Rhodri Morgan est le quatrième exécutif gallois dévolu entre le 8 mai 2003 et le 25 mai 2007, sous la deuxième mandature de l’Assemblée nationale du pays de Galles.
Il est dirigé par Rhodri Morgan, chef du Labour, à la tête d’une majorité relative au sein de la chambre élue une semaine plus tôt. Il succède au deuxième cabinet Morgan (2000-2003) et précède le premier gouvernement Morgan (2007).

## Histoire

### Contexte politique
Depuis février 2000, Rhodri Morgan, chef du Labour, occupe la position de premier secrétaire puis de premier ministre au sein de l’Assemblée nationale du pays de Galles. D’abord à la tête d’un cabinet minoritaire entre février et octobre 2000, il forme un « cabinet de partenariat » avec les Liberal Democrats à compter du 16 octobre 2000 pour le restant de la Ire Assemblée galloise,.
Dans le cabinet, Michael German, le chef des Liberal Democrats, occupe la position de « vice-premier ministre », tandis que deux autres personnalités libérales-démocrates sont membres de l’équipe ministérielle. L’union des formations politiques au travers de l’accord de coalition Putting Wales First permet d’obtenir une majorité absolue au sein de l’Assemblée avec les 28 sièges du Labour et les 6 sièges des Liberal Democrats. Ces derniers sont pourtant le plus petit groupe de l’Assemblée galloise,,.
Touché par une affaire d’abus de biens sociaux, le vice-premier ministre Michael German démissionne du cabinet en juillet 2001. Il est aussitôt remplacé par Jennifer Randerson, qui occupe de façon intérimaire sa fonction. Alors que Rhodri Morgan réorganise en février 2002 le portefeuilles ministériels du fait de la durée de l’absence du chef de file des démocrates-libéraux, Michael German réintègre le cabinet en juin 2002,,.
Le 1er mai 2003, les travaillistes remportent une nouvelle fois les élections générales de l’Assemblée, mais avec deux sièges de plus qu’en mai 1999. De fait, compte tenu de l’élection de Dafydd Elis-Thomas (Plaid Cymru) à la présidence de l’Assemblée et de l’indépendant John Marek (John Marek Independent Party) à la vice-présidence, le Labour détient la majorité absolue au sein de la chambre avec 30 membres sur les 58 pouvant voter,.

### Mise en place et évolution du cabinet
Le 7 mai 2003, Rhodri Morgan est nommé premier ministre par l’Assemblée nationale du pays de Galles. Il forme son cabinet — uniquement composé de 8 ministres travaillistes — le lendemain et désigne les 3 vice-ministres le 11 mai 2003,.
Critiquée par l’opposition et par des membres du Parlement appartenant au Labour dans la gestion des services de santé, Jane Hutt est démise de son poste de ministre de la Santé et de Protection sociale le 10 janvier 2005 pour devenir ministre des Affaires d’assemblée. Le docteur Brian Gibbons, vice-ministre du Développement économique et du Transport, reprend son portefeuille,.
Le 14 janvier 2005, deux nouveaux vice-ministres intègrent le cabinet : Tamsin Dunwoody-Kneafsey reprend la fonction de Brian Gibbons tandis que Christine Chapman est faite vice-ministre de l’Éducation, de la Formation continue et du Gouvernement local. Parallèlement, Jeffrey Cuthbert est désigné président du comité de surveillance d’Objectif un.

## Statut

### Intitulé gouvernemental
Au sens de la disposition 56 du Government of Wales Act 1998, le cabinet est le « comité exécutif » (executive committee en anglais) de l’Assemblée nationale du pays de Galles et l’attribution de son titre est une prérogative parlementaire. Or, le règlement intérieur de l’Assemblée le qualifie de « cabinet de l’Assemblée » (Assembly Cabinet en anglais). Depuis 2002, le cabinet se fait appeler le « gouvernement de l’Assemblée galloise »,.

### Postes ministériels
Chaque membre du cabinet de l’Assemblée prend rang selon l’ordre hiérarchique ministériel établi :
1. Le « premier ministre » (First Minister en anglais et Prif Weinidog en gallois)[a] ;
2. Les « ministres » (Ministers en anglais et Ggweinidogion en gallois)[b] ;
3. Les « vice-ministres » (Deputy Ministers en anglais et Dirprwy Weinidogion en gallois)[c].

## Composition

### Cabinet
Les ministres du cabinet sont nommés le 8 mai 2003.
Le 10 janvier 2005, bien que Jane Hutt perde son poste de ministre de la Santé et de la Protection sociale au profit de Brian Gibbons, vice-ministre, elle conserve sa place dans le cabinet en tant que responsable des Affaires parlementaires. Enfin, Karen Sinclair n’a plus le statut de ministre, mais, en qualité de whip en chef, elle participe aux réunions du cabinet.
| Poste | Identité       | Mandat                        | Parti | Parti  |
| --- | -------------- | ----------------------------- | ----- | ------ |
| Premier ministre First Minister                                                                                       | Rhodri Morgan  | 7 mai 2003 — 25 mai 2007      |       | Labour |
| Ministre des Finances Minister for Finance                                                                            | Sue Essex      | 8 mai 2003 — 25 mai 2007      |       | Labour |
| Ministre de la Justice sociale et de la Régénération Minister for Social Justice and Regeneration                     | Edwina Hart    | 8 mai 2003 — 25 mai 2007      |       | Labour |
| Ministre de la Santé et de la Protection sociale Minister for Health and Social Care                                  | Jane Hutt      | 8 mai 2003 — 10 janvier 2005  |       | Labour |
| Ministre de la Santé et de la Protection sociale Minister for Health and Social Care                                  | Brian Gibbons  | 10 janvier 2005 — 25 mai 2007 |       | Labour |
| Ministre du Développement économique Minister for Economic Development                                                | Andrew Davies  | 8 mai 2003 — 25 mai 2007      |       | Labour |
| Ministre de l’Éducation et de la Formation countinue Minister for Education and Lifelong Learning                     | Jane Davidson  | 8 mai 2003 — 25 mai 2007      |       | Labour |
| Ministre de l’Environnement, de la Planification et de la Campagne Minister for Environment, Planning and Countryside | Carwyn Jones   | 8 mai 2003 — 25 mai 2007      |       | Labour |
| Ministre des Affaires d’assemblée Minister for Assembly Business                                                      | Karen Sinclair | 8 mai 2003 — 10 janvier 2005  |       | Labour |
| Ministre des Affaires d’assemblée Minister for Assembly Business                                                      | Jane Hutt      | 10 janvier 2005 — 25 mai 2007 |       | Labour |
| Ministre de la Culture, des Sports et de la Langue galloise Minister for Culture, Sports and Welsh Language           | Alun Pugh      | 8 mai 2003 — 25 mai 2007      |       | Labour |
| Titulaire d’un poste ayant des dispositions particulières pour être membre du cabinet                                 |                |                               |       |        |
| Whip en chef Chief Whip                                                                                               | Karen Sinclair | 8 mai 2003 — 25 mai 2007      |       | Labour |

### Vice-ministres
Les vice-ministres du cabinet sont nommés le 13 mai 2003.
Brian Gibbons, devenu ministre le 10 janvier 2005, est remplacé par Tamsin Dunwoody-Kneafsey le 14 janvier 2005 tandis que le poste de vice-ministre de l’Éducation, de la Formation continue et du Gouvernement local est créé en faveur de Christine Chapman,
| Poste | Identité                 | Mandat                            | Parti | Parti  |
| --- | ------------------------ | --------------------------------- | ----- | ------ |
| Vice-ministre du Développement économique et du Transport Deputy Minister for Economic Development and Transport                                      | Brian Gibbons            | 13 mai 2003 — 10 janvier 2005     |       | Labour |
| Vice-ministre du Développement économique et du Transport Deputy Minister for Economic Development and Transport                                      | Tamsin Dunwoody-Kneafsey | 14 janvier 2005 — 25 mai 2007     |       | Labour |
| Vice-ministre de la Santé et de la Protection sociale Deputy Minister for Health and Social Care                                                      | John Griffiths           | 13 mai 2003 — 25 mai 2007         |       | Labour |
| Vice-ministre de la Justice sociale Deputy Minister for Social Justice                                                                                | Huw Lewis                | 13 mai 2003 — 25 mai 2007         |       | Labour |
| Vice-ministre de l’Éducation, de la Formation continue et du Gouvernement local Deputy Minister for Education, Lifelong Learning and Local Government | Christine Chapman        | 14 janvier 2005 — 25 mai 2007     |       | Labour |
| Titulaire d’un poste ayant des dispositions particulières pour être considéré parmi les vice-ministres                                                |                          |                                   |       |        |
| Président du comité de surveillance d’Objectif un Chair of Objective One Monitoring Committee                                                         | Christine Chapman        | 16 octobre 2000 — 14 janvier 2005 |       | Labour |
| Président du comité de surveillance d’Objectif un Chair of Objective One Monitoring Committee                                                         | Jeffrey Cuthbert         | 14 janvier 2005 — 25 mai 2007     |       | Labour |

### Publications officielles
- Government of Wales Act 1998, Londres, The Stationery Office Limited, 1999 (1re éd. 1998), 183 p. (lire en ligne [PDF]).
- National Assembly for Wales, Standing Orders of the National Assembly for Wales made by the Secretary of State for Wales under section 50(3) of the Government of Wales Act 1998, Cardiff, 2003 (1re éd. 1999), 113 p. (lire en ligne [PDF]).
- Alys Thomas, The First Minister and Cabinet Members, Cardiff, National Assembly for Wales Commission, 2018, 3 p. (lire en ligne [PDF]).
- National Assembly for Wales, Second Assembly, Cardiff, National Assembly for Wales Commission, 2020 (1re éd. 2017) (lire en ligne).